# Ґуннар Асмуссен
Ґуннар Асмуссен (дан. Gunnar Asmussen, 10 травня 1944) — данський велогонщик.
Олімпійський чемпіон 1968 року в командній гонці переслідування, учасник 1972 року. Асмуссен вигравав національні титули як у шосейних гонках (1964-65, 1971), так і в командній гонці переслідування (1969-71, 1974 і 1976).